# For Me and My Gal
For Me and My Gal è un film statunitense del 1942, diretto da Busby Berkeley e interpretato da Judy Garland, Gene Kelly e George Murphy. Questo film segna il debutto sul grande schermo di Gene Kelly. Il singolo omonimo del 1943 per la Decca vince il Grammy Hall of Fame Award 2010.

## Produzione
Il film - con il titolo di lavorazione The Big Time - fu prodotto dalla Metro-Goldwyn-Mayer (MGM).

## Distribuzione
Distribuito dalla Metro-Goldwyn-Mayer (MGM), il film venne presentato in prima a New York il 21 ottobre e a Los Angeles il 26 novembre 1942. Nel Regno Unito, prese il titolo di For Me and My Girl. Distribuito in tutto il mondo, uscì nelle sale australiane il 19 agosto 1943, in Svezia, il 30 agosto.